# Gran visir otomano
El gran visir (en turco: Vezir-i Azam o Sadr-ı Azam (Sadrazam); en otomano: صدر اعظم o وزیر اعظم) era el principal cargo político del Imperio otomano, siendo equivalente a la figura actual de un primer ministro.
Nombrado por el sultán otomano entre sus visires, sólo el mismo sultán podía removerlo de sus funciones (al menos hasta antes de las reformas del Tanzimat). Poseía el sello imperial, actuando como representante del sultán para los asuntos de estado, y podía convocar a los otros visires al Consejo Imperial en el Kubbealtı del Palacio de Topkapi, en Constantinopla (actual Estambul). Las oficinas del gran visir estaban ubicadas en la Sublime Puerta, en el mismo palacio del sultán.
Durante las primeras etapas del estado otomano, el rol era cumplido por uno de los visires que formaban el Consejo del sultán. El título de gran visir recién aparece junto a Çandarlı Kara Halil Hayreddin Pasha, con el fin de distinguir al poseedor del sello del sultán del resto de los visires. Inicialmente el título utilizado con mayor frecuencia fue el de vezir-i âzam, aunque prontamente fue reemplazado por sadrazam, aunque ambos corresponden al mismo término. Durante la historia otomana, los grandes visires también recibieronlos títulos de sadr-ı âlî ('alto visir'), vekil-i mutlak ('representante absoluto'), sâhib-i devlet ('titular del Estado'), serdar-ı ekrem ('general gentil'), serdar-ı azam ('gran general') y zât-ı âsafî ('persona visieral') y başnazır, literalmente "primer ministro" en turco otomano.
En las postrimerías del Imperio otomano, especialmente durante y después del siglo XIX, el gran visir adoptó una figura casi idéntica los primeros ministros en otros estados europeos. Las reformas realizadas durante y después del Tanzimat (1838), la Primera Era Constitucional (1876–1878) y la Segunda Era Constitucional (1908–1920), avanzaron en la idea de un primer ministro, convirtiéndolo en el jefe del gabinete ministerial. Durante las dos eras constitucionales, el gran visir además ostentó el cargo de presidente del Senado Otomano, la cámara alta del parlamento. Con el fin del Imperio otomano y el establecimiento de la República de Turquía en 1923, el cargo de gran visir fue abolido, siendo reemplazado formalmente por el Primer ministro de Turquía.

## Historia

### Orígenes del cargo
En los comienzos del imperio otomano, Alaeddin Pasha fue la primera persona nombrada como visir con el fin de asumir ciertos roles en la administración del sultanato bajo Osmán I y su sucesor, Orhan. A medida que la administración del imperio se iba complejizando, nuevos visires fueron nombrados al diván. Uno de ellos era el que poseía el sello y, debido a la relevancia de dicho rol, fue adquiriendo una cierta preponderancia sobre el resto de ministros.
Fue Çandarlı Kara Halil Hayreddin Pasha (conocido como "el Viejo") quien usó formalmente por primera vez el título de gran visir y moldeó sus atribuciones, durante el sultanato de Murad I. A diferencia de sus antecesores, pertenecientes a la clase ilustrada o ilmiye, Çandarlı Kara Halil provenía desde el mundo militar, característica que sería fundamental en los años siguientes de expansión del Imperio. Con un total de 23 años, fue el gran visir que más tiempo gobernó durante toda la existencia del Imperio otomano e impuso a la familia Çandarlı como una de las más poderosas del sultanato.
La familia Çandarlı entregaría cuatro grandes visires posteriormente. Uno de los más relevantes fue Çandarlı Halil Pasha (conocido como "el Joven" para diferenciarlo de su abuelo), quien fue nombrado en el cargo por Murad II en 1439. En 1444, el sultán abdicó en nombre de su hijo Mehmed II de trece años, con el fin de retirarse a Manisa. Debido a la minoría de edad de Mehmed, Çandarlı Halil quedó prácticamente como gobernante del imperio hasta el retorno de Murad II unos años después. Mehmed II reasumió el trono en 1451 tras la muerte de su padre y mantuvo a Çandarlı Halil como gran visir. Tras la histórica conquista de Constantinopla, una de las primeras acciones de Mehmed fue la ejecución de Çandarlı Kara Halil Pasha, la que se especula puede haber sido por una supuesta conspiración del visir con los bizantinos o como una forma del sultán de reforzar su dominio. Esta primera ejecución de un gran visir se convertiría en un suceso recurrente para aquellos funcionarios que caían en desgracia ante el sultán.

### El gran visir durante el apogeo otomano
Tras el fin del dominio de los Çandarlı, la mayoría de los grandes visires fueron seleccionados de los devşirme. Estos eran militares de alto rango que, en su infancia, habían sido capturados en territorios cristianos (usualmente en los Balcanes), alejados de sus familias y luego entrenados con lealtad únicamente al sultán. Muchos de estos grandes visires posteriormente serían incorporados a la élite del imperio, a través de matrimonios políticos, incluso con sultanas (ya fueran hijas o hermanas del emperador). Este fue el caso de algunos de los grandes visires de más renombre, Damat Rüstem Pasha el visir que duró más años en el poder gracias la Haseki Hürrem Şah Sultan. En otros casos, fueron nombrados como grandes visires los tutores del sultán mientras era şehzade, como fue el caso de Sokolluzade Lala Mehmed Pasha.

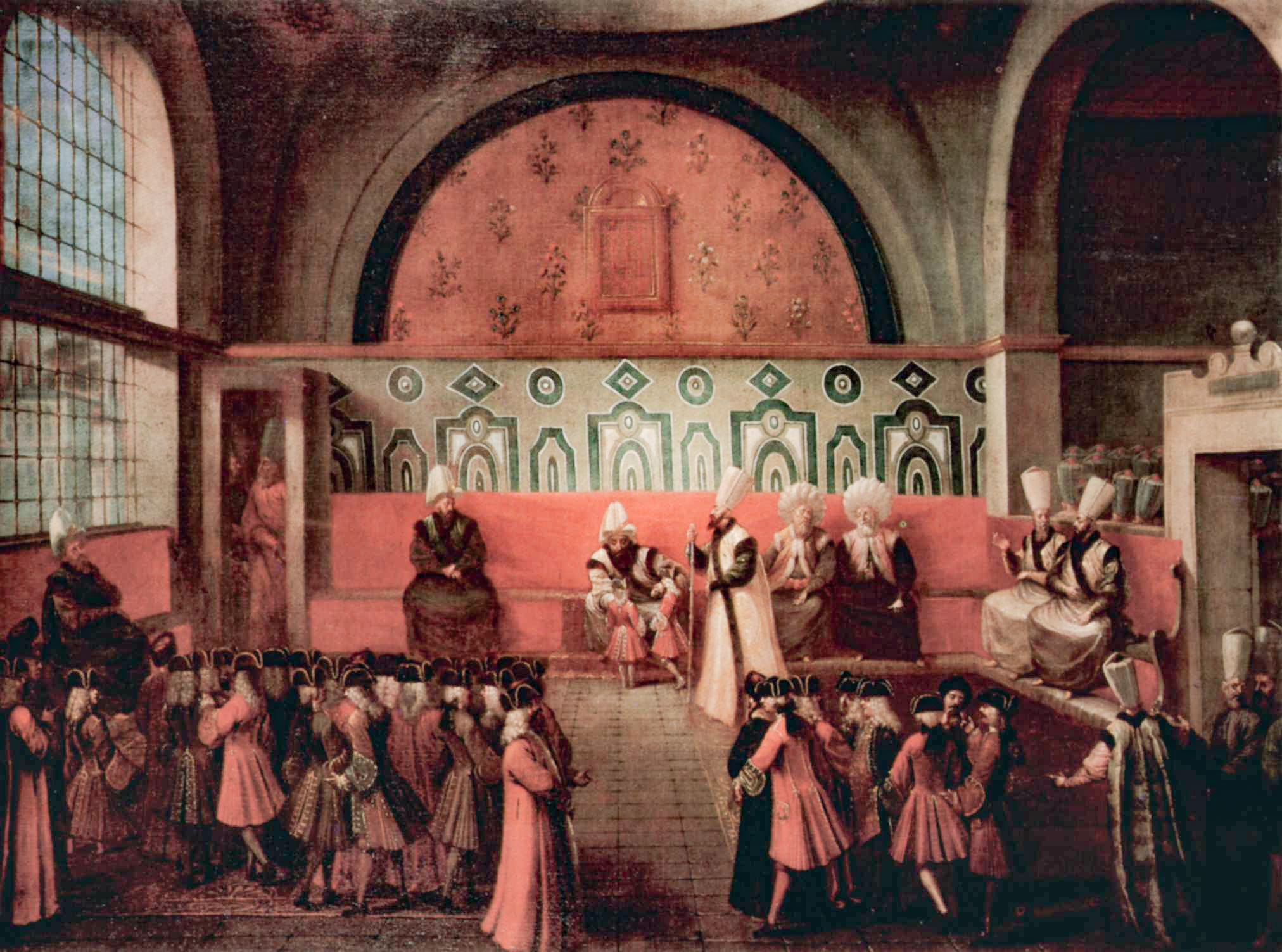
El gran visir Nevşehirli Damat Ibrahim Pasha dando una audiencia en 1724 en la Sublime Puerta.

Con el paso de los años, a medida que el rol del sultán fue perdiendo poder (a partir del sultanato de Ibrahim el Loco y sus sucesores), el rol del gran visir fue creciendo. El principal exponente fue Köprülü Mehmed Pasha quien fue nombrado como gran visir en 1656 por Turhan Hatice Sultan, esposa de Ibrahim, madre y regente del joven Mehmed IV. Luego de años de crisis, la regente entregó casi la totalidad de su poder a su gran visir, que tomó fuertes medidas para acabar con la corrupción y expandir las fronteras del imperio. El éxito de su gestión permitió que a su muerte, el cargo fuera entregado a su hijo, creando una dinastía que daría origen a la llamada Era Köprülü, una de las más bullantes de la historia otomana.
Las ansias expansivas otomanas fueron detenidas con la batalla de Kahlenberg de 1683, lo que sumado al incidente de Edirne de 1703, provocó un estancamiento del poder militar y, en su reemplazo, el aparato burocrático adquirió más relevancia. En lugar de elegir comandantes militares, los sultanes comenzaron a nombrar como visir a aquellos miembros destacados del aparato gubernamental o provincial. En este período destacó la gestión de Koca Ragıp Pasha (1757–1763) durante el sultanato de Osmán III y Mustafá III.

### Gran visir en la monarquía constitucional

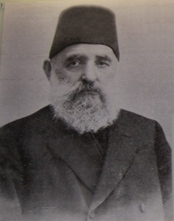
En la era constitucional, la inestabilidad política generó una alta rotación entre los grandes visires. Küçük Mehmed Saíd Bajá fue gran visir en ocho ocasiones entre 1879 y 1912.

En el siglo XIX, las reformas fueron inevitables en un imperio en declive y en que la influencia europea era cada vez más fuerte. Diversas reformas intentaron modernizar el país, las que fueron conocidas como Tanzimat, pero sin lograr resultados concretos. Diversos grupos, en particular los Jóvenes Otomanos, forzaron al sultanato a llevar a cabo reformas más profundas. El derrocamiento de Murad V en 1876 permitió el paso a la Primera Era Constitucional, tras la adopción de una constitución que estableció una monarquía constitucional a la usanza europea. La constitución estableció un parlamento bicameral, la Asamblea General, formada por una Cámara de Diputados (Meclis-i Mebusân) electa de forma indirecta en elecciones democráticas y un Senado (Heyet-i Âyân o Meclis-i Âyân) de 26 miembros designados por el sultán. La constitución entregó al gran visir el rol de presidente del Consejo de Ministros y como representante del sultán en las relaciones con la Asamblea General.
Sin embargo, la constitución tuvo una corta duración inicialmente, luego que Abdul Hamid II la revocara en 1878 y reasumiera su rol como monarca absoluto. Tras ser depuesto Abdul Hamid II en 1908, la constitución fue restaurada en la llamada Segunda Era Constitucional, la cual se extendió hasta la disolución del imperio. La derrota en la Primera Guerra Mundial, las revueltas de las diferentes nacionalidades que conformaban el imperio, el levantamiento del Movimiento Nacional Turco de Mustafá Kemal y la derrota de las fuerzas leales al sultán en la Guerra de Independencia turca fueron los gatillantes del fin del Imperio. La nueva Asamblea Nacional Turca en Ankara declaró la abolición del sultanato el 1 de noviembre de 1922, mientras el sultán Mehmed VI buscaba refugio. Los ministros del sultanato fueron renunciando a medida que se desintegraba el gobierno; Ahmet Tevfik Okday, el último gran visir, renunció finalmente el 4 de noviembre. Mehmed finalmente abandonó Constantinopla el día 17, dando fin definitivo al Imperio otomano. La figura del gran visir sería reemplazada oficialmente por la del primer ministro de Turquía.

## Lista de grandes visires
La siguiente lista recopila el listado tradicional de grandes visires del Imperio otomano. Debido a la fragilidad de fuentes más antiguas, las fechas exactas pueden tener pequeñas variaciones. (Visualmente, cuando un gran visir ha desempeñado varias veces el cargo, las imágenes de los mandatos repetidos están reducidas).
| N.º | Imagen                                              | Nombre                                                      | Inicio                   | Fin                        | Sultán                               |
| --- | --------------------------------------------------- | ----------------------------------------------------------- | ------------------------ | -------------------------- | ------------------------------------ |
| 1   |                                                     | Alaeddin Pasha                                              | ca. 1320                 | ca. 1331                   | Osmán I (ca. 1299-1323)              |
| 1   | Orhan (ca. 1323-1362)                               | Alaeddin Pasha                                              | ca. 1320                 | ca. 1331                   |                                      |
| 2   |                                                     | Mahmudoğlu Nizamüddin Ahmed Paşa                            | ca. 1331                 | ca. 1348                   |                                      |
| 3   |                                                     | Hacı Pasha                                                  | 1348                     | 1349                       |                                      |
| 4   |                                                     | Sinanüddin Fakih Yusuf Pasha                                | 1349                     | 1364                       |                                      |
| 4   | Murad I (1362-1389)                                 | Sinanüddin Fakih Yusuf Pasha                                | 1349                     | 1364                       |                                      |
| 5   |                                                     | Çandarlı Kara Halil Hayreddin Pasha (f. 1387)               | septiembre de 1364       | 22 de enero de 1387 †      |                                      |
| 6   |                                                     | Çandarlı Ali Pasha (f. 1406)                                | 22 de enero de 1387      | 18 de diciembre de 1406 †  |                                      |
| 6   | Bayezid I (1389-1402)                               | Çandarlı Ali Pasha (f. 1406)                                | 22 de enero de 1387      | 18 de diciembre de 1406 †  |                                      |
| 6   | Interregno (20 de julio de 1402-5 de julio de 1413) | Çandarlı Ali Pasha (f. 1406)                                | 22 de enero de 1387      | 18 de diciembre de 1406 †  |                                      |
| 7   |                                                     | Osmancıklı İmamzade Halil Pasha                             | 18 de diciembre de 1406  | 1413                       |                                      |
| 7   | Mehmed I (1413-1421)                                | Osmancıklı İmamzade Halil Pasha                             | 18 de diciembre de 1406  | 1413                       |                                      |
| 8   |                                                     | Amasyalı Beyazıd Pasha (f. 1421)                            | 1413                     | julio de 1421 †            |                                      |
| 8   | Murad II (1421-1444)                                | Amasyalı Beyazıd Pasha (f. 1421)                            | 1413                     | julio de 1421 †            |                                      |
| 9   |                                                     | Çandarlı Ibrahim Pasha el Viejo (f. 1429)                   | julio de 1421            | 15 de agosto de 1429 †     |                                      |
| 10  |                                                     | Koca Mehmed Nizamüddin Pasha (f. 1439)                      | 28 de agosto de 1429     | 1438                       |                                      |
| 11  |                                                     | Çandarlı Halil Pasha (f. 1453)                              | 1439                     | 1 de junio de 1453 †       |                                      |
| 11  | Mehmed II (1444-1446)                               | Çandarlı Halil Pasha (f. 1453)                              | 1439                     | 1 de junio de 1453 †       |                                      |
| 11  | Murad II (1446-1451)                                | Çandarlı Halil Pasha (f. 1453)                              | 1439                     | 1 de junio de 1453 †       |                                      |
| 11  | Mehmed II (1451-1481)                               | Çandarlı Halil Pasha (f. 1453)                              | 1439                     | 1 de junio de 1453 †       |                                      |
| 12  |                                                     | Zağanos Pasha (f. 1462)                                     | 1453                     | 1456                       |                                      |
| 13  |                                                     | Veli Mahmud Paşa (1420-1474) 1.ᵉʳ período                   | 1456                     | 1466                       |                                      |
| 14  |                                                     | Rum Mehmed Pasha (f. 1470)                                  | 1466                     | 1469                       |                                      |
| 15  |                                                     | İshak Pasha (f. 1497)                                       | 1469                     | 1472                       |                                      |
| (-) |                                                     | Veli Mahmud Paşa (1420-1474) 2.º período                    | 1472                     | 1474                       |                                      |
| 16  |                                                     | Gedik Ahmed Pasha (f. 1482)                                 | 1474                     | 1476                       |                                      |
| 17  |                                                     | Hoca Sinan Pasha (1440-1486)                                | 1476                     | 1477                       |                                      |
| 18  |                                                     | Karamanlı Mehmed Pasha (1458-1481)                          | 1477                     | 4 de mayo de 1481 †        |                                      |
| (-) |                                                     | İshak Pasha (f. 1497) 2.º período                           | 1481                     | 1482                       | Bayezid II (1481-1512)               |
| 19  |                                                     | Koca Davud Pasha (f. 1498)                                  | 1482                     | 1497                       | Bayezid II (1481-1512)               |
| 20  |                                                     | Hersekli Ahmed Paşa (1459-1517) 1.ᵉʳ período                | 1497                     | 1498                       | Bayezid II (1481-1512)               |
| 21  |                                                     | Çandarlı Ibrahim Pasha el Joven (1429-1499)                 | 1498                     | 1499 †                     | Bayezid II (1481-1512)               |
| 22  |                                                     | Mesih Pasha (f. 1501)                                       | 1499                     | 1501 †                     | Bayezid II (1481-1512)               |
| 23  |                                                     | Hadım Ali Pasha (f. 1511) 1.ᵉʳ período                      | 1501                     | 1503                       | Bayezid II (1481-1512)               |
| (-) |                                                     | Hersekli Ahmed Paşa (1459-1517) 2.º período                 | 1503                     | 1506                       | Bayezid II (1481-1512)               |
| (-) |                                                     | Hadım Ali Pasha (f. 1511) 2.º período                       | 1506                     | 1511 †                     | Bayezid II (1481-1512)               |
| (-) |                                                     | Hersekli Ahmed Paşa (1459-1517) 3.ᵉʳ período                | 1511                     | 1511                       | Bayezid II (1481-1512)               |
| 24  |                                                     | Koca Mustafa Pasha (f. 1512)                                | 1511                     | 1512 †                     | Bayezid II (1481-1512)               |
| 24  | Selim I (1512-1520)                                 | Koca Mustafa Pasha (f. 1512)                                | 1511                     | 1512 †                     |                                      |
| (-) |                                                     | Hersekli Ahmed Paşa (1459-1517) 4.º período                 | 1512                     | 28 de noviembre de 1514    |                                      |
| 25  |                                                     | Dukakinoğlu Ahmed Pasha (f. 1515)                           | 18 de diciembre de 1514  | marzo de 1515 †            |                                      |
| 26  |                                                     | Hadım Sinan Pasha (f. 1517) 1.ᵉʳ período                    | 18 de junio de 1515      | 23 de septiembre de 1515   |                                      |
| (-) |                                                     | Hersekli Ahmed Paşa (1459-1517) 5.º período                 | 23 de septiembre de 1515 | 26 de abril de 1516        |                                      |
| (-) |                                                     | Hadım Sinan Pasha (f. 1517) 2.º período                     | 26 de abril de 1516      | 22 de enero de 1517 †      |                                      |
| 27  | Devşirme Yunus Pasha                                | Devşirme Yunus Pasha (f. 1517)                              | 23 de enero de 1517      | 13 de septiembre de 1517 † |                                      |
| 28  |                                                     | Piri Mehmed Pasha (f. 1533)                                 | 25 de enero de 1518      | 27 de junio de 1523        |                                      |
| 28  | Süleyman I (1520-1566)                              | Piri Mehmed Pasha (f. 1533)                                 | 25 de enero de 1518      | 27 de junio de 1523        |                                      |
| 29  | Pargalı İbrahim Pasha                               | Pargalı İbrahim Pasha (1493-1536)                           | 27 de junio de 1523      | 15 de marzo de 1536 †      |                                      |
| 30  |                                                     | Ayas Mehmed Bajá (1483-1539)                                | 15 de marzo de 1536      | 13 de julio de 1539 †      |                                      |
| 31  | Lütfi Bajá                                          | Lütfi Bajá (1488-1564)                                      | 13 de julio de 1539      | abril de 1541              |                                      |
| 32  | adım Süleyman Pasha                                 | Hadım Süleyman Pasha (1467-1547)                            | abril de 1541            | 28 de noviembre de 1544    |                                      |
| 33  | Damat Rüstem Pasha                                  | Damat Rüstem Pasha (1500-1561) 1.ᵉʳ período                 | 28 de noviembre de 1544  | 6 de octubre de 1553       |                                      |
| 34  |                                                     | Kara Ahmed Pasha (f. 1555)                                  | 6 de octubre de 1553     | 28 de septiembre de 1555 † |                                      |
| (-) | Damat Rüstem Pasha                                  | Damat Rüstem Pasha (1500-1561) 2.º período                  | 29 de septiembre de 1555 | 10 de julio de 1561 †      |                                      |
| 35  |                                                     | Semiz Ali Pasha (f. 1565)                                   | 10 de julio de 1561      | 28 de junio de 1565 †      |                                      |
| 36  | Sokollu Mehmed Pasha                                | Sokollu Mehmed Pasha (1505-1579)                            | 28 de junio de 1565      | 11 de octubre de 1579 †    |                                      |
| 36  | Sokollu Mehmed Pasha                                | Sokollu Mehmed Pasha (1505-1579)                            | 28 de junio de 1565      | 11 de octubre de 1579 †    | Selim II (1566-1574)                 |
| 36  | Sokollu Mehmed Pasha                                | Sokollu Mehmed Pasha (1505-1579)                            | 28 de junio de 1565      | 11 de octubre de 1579 †    | Murad III (1574-1595)                |
| 37  |                                                     | Semiz Ahmed Pasha (1492-1580)                               | 11 de octubre de 1579    | 28 de abril de 1580 †      |                                      |
| 38  | Lala Mustafa Pasha                                  | Lala Mustafa Pasha (1500-1580)                              | 28 de abril de 1580      | 7 de agosto de 1580 †      |                                      |
| 39  | Koca Sinan Pasha                                    | Koca Sinan Pasha (1520-1596) 1.ᵉʳ período                   | 7 de agosto de 1580      | 6 de diciembre de 1582     |                                      |
| 40  |                                                     | Kanijeli Siyavuş Paşa (f. 1602) 1.ᵉʳ período                | 24 de diciembre de 1582  | 25 de julio de 1584        |                                      |
| 41  |                                                     | Özdemiroğlu Osman Pasha (1526-1585)                         | 28 de julio de 1584      | 29 de octubre de 1585 †    |                                      |
| 42  |                                                     | Hadim Mesih Mehmed Pasha (f. 1592)                          | 1 de noviembre de 1585   | 14 de abril de 1586        |                                      |
| (-) |                                                     | Kanijeli Siyavuş Paşa (f. 1602) 2.º período                 | 14 de abril de 1586      | 2 de abril de 1589         |                                      |
| (-) | Koca Sinan Pasha                                    | Koca Sinan Pasha (1520-1596) 2.º período                    | 14 de abril de 1589      | 1 de agosto de 1591        |                                      |
| 43  |                                                     | Serdar Ferhat Pasha (f. 1595) 1.ᵉʳ período                  | 1 de agosto de 1591      | 4 de abril de 1592         |                                      |
| (-) |                                                     | Kanijeli Siyavuş Paşa (f. 1602) 3.ᵉʳ período                | 4 de abril de 1592       | 28 de enero de 1593        |                                      |
| (-) | Koca Sinan Pasha                                    | Koca Sinan Pasha (1520-1596) 3.ᵉʳ período                   | 28 de enero de 1593      | 16 de febrero de 1595      |                                      |
| (-) | Koca Sinan Pasha                                    | Koca Sinan Pasha (1520-1596) 3.ᵉʳ período                   | 28 de enero de 1593      | 16 de febrero de 1595      | Mehmed III (1595-1603)               |
| (-) |                                                     | Serdar Ferhat Pasha (f. 1595) 2.º período                   | 16 de febrero de 1595    | 7 de julio de 1595         |                                      |
| (-) | Koca Sinan Pasha                                    | Koca Sinan Pasha (1520-1596) 4.º período                    | 7 de julio de 1595       | 19 de noviembre de 1595    |                                      |
| 44  |                                                     | Tekeli Lala Mehmed Pasha (f. 1595)                          | 19 de noviembre de 1595  | 29 de noviembre de 1595 †  |                                      |
| (-) | Koca Sinan Pasha                                    | Koca Sinan Pasha (1520-1596) 5.º período                    | 1 de diciembre de 1595   | 3 de abril de 1596 †       |                                      |
| 45  |                                                     | Damat Ibrahim Pasha (f. 1601) 1.ᵉʳ período                  | 4 de abril de 1596       | 27 de octubre de 1596      |                                      |
| 46  | Cığalazade Yusuf Sinan Pasha                        | Cığalazade Yusuf Sinan Pasha (1545-1606)                    | 27 de octubre de 1596    | 5 de diciembre de 1596     |                                      |
| (-) |                                                     | Damat Ibrahim Pasha (f. 1601) 2.º período                   | 5 de diciembre de 1596   | 3 de noviembre de 1597     |                                      |
| 47  |                                                     | Hadım Hasan Pasha (f. 1598)                                 | 3 de noviembre de 1597   | 9 de abril de 1598         |                                      |
| 48  |                                                     | Cerrah Mehmed Pasha (f. 1604)                               | 9 de abril de 1598       | 6 de enero de 1599         |                                      |
| (-) |                                                     | Damat Ibrahim Pasha (f. 1601) 3.ᵉʳ período                  | 6 de enero de 1599       | 10 de julio de 1601 †      |                                      |
| 49  |                                                     | Yemişçi Hasan Pasha (1535-1603)                             | 10 de julio de 1601      | 23 de septiembre de 1603   |                                      |
| 50  |                                                     | Malkoç Yavuz Ali Pasha (f. 1604)                            | 16 de octubre de 1603    | 26 de julio de 1604 †      |                                      |
| 50  | Ahmed I (1603-1617)                                 | Malkoç Yavuz Ali Pasha (f. 1604)                            | 16 de octubre de 1603    | 26 de julio de 1604 †      |                                      |
| 51  |                                                     | Sokolluzade Lala Mehmed Pasha (f. 1606)                     | 5 de agosto de 1604      | 21 de junio de 1606 †      |                                      |
| 52  |                                                     | Boşnak Derviş Mehmed Pasha (f. 1606)                        | 21 de junio de 1606      | 9 de diciembre de 1606 †   |                                      |
| 53  |                                                     | Kuyucu Murat Pasha (1515-1611)                              | 11 de diciembre de 1606  | 5 de agosto de 1611        |                                      |
| 54  |                                                     | Gümülcineli Damat Nasuh Pasha (f. 1614)                     | 5 de agosto de 1611      | 17 de octubre de 1614 †    |                                      |
| 55  |                                                     | Öküz Kara Mehmed Pasha (f. 1619) 1.ᵉʳ período               | 17 de octubre de 1614    | 17 de noviembre de 1616    |                                      |
| 56  |                                                     | Damat Halil Pasha (f. 1629) 1.ᵉʳ período                    | 17 de noviembre de 1616  | 18 de enero de 1619        |                                      |
| 56  | Mustafá I (1617-1618)                               | Damat Halil Pasha (f. 1629) 1.ᵉʳ período                    | 17 de noviembre de 1616  | 18 de enero de 1619        |                                      |
| 56  | Osmán II (1618-1622)                                | Damat Halil Pasha (f. 1629) 1.ᵉʳ período                    | 17 de noviembre de 1616  | 18 de enero de 1619        |                                      |
| (-) |                                                     | Öküz Kara Mehmed Pasha (f. 1619) 2.º período                | 18 de enero de 1619      | 23 de diciembre de 1619    |                                      |
| 57  |                                                     | İstanköylü Çelebi (Güzelce) Ali Pasha (f. 1621)             | 23 de diciembre de 1619  | 9 de marzo de 1621         |                                      |
| 58  |                                                     | Ohrili Hüseyin Pasha (f. 1622) 1.ᵉʳ período                 | 9 de marzo de 1621       | 17 de septiembre de 1621   |                                      |
| 59  |                                                     | Dilaver Pasha (f. 1622)                                     | 17 de septiembre de 1621 | 20 de mayo de 1622 †       |                                      |
| (-) |                                                     | Ohrili Hüseyin Pasha (f. 1622) 2.º período                  | 20 de mayo de 1622       | 20 de mayo de 1622 †       |                                      |
| 60  |                                                     | Kara Davut Pasha (1570-1623)                                | 20 de mayo de 1622       | 13 de junio de 1622        | Mustafá I (1617-1618)                |
| 61  |                                                     | Mere Hüseyin Pasha (f. 1624) 1.ᵉʳ período                   | 13 de junio de 1622      | 8 de agosto de 1622        | Mustafá I (1617-1618)                |
| 62  |                                                     | Lefkeli Mustafa Pasha (f. 1648)                             | 8 de agosto de 1622      | 21 de septiembre de 1622   | Mustafá I (1617-1618)                |
| 63  |                                                     | Gürcü Hadim Mehmed Pasha (f. 1626)                          | 21 de septiembre de 1622 | 5 de febrero de 1623       | Mustafá I (1617-1618)                |
| (-) |                                                     | Mere Hüseyin Pasha (f. 1624) 2.º período                    | 5 de febrero de 1623     | 30 de agosto de 1623       | Mustafá I (1617-1618)                |
| 64  |                                                     | Kemankeş Kara Ali Pasha (f. 1624)                           | 30 de agosto de 1623     | 3 de abril de 1624 †       | Mustafá I (1617-1618)                |
| 64  | Murad IV (1623-1640)                                | Kemankeş Kara Ali Pasha (f. 1624)                           | 30 de agosto de 1623     | 3 de abril de 1624 †       |                                      |
| 65  |                                                     | Çerkes Mehmed Ali Pasha (f. 1625)                           | 3 de abril de 1624       | 28 de enero de 1625        |                                      |
| 66  |                                                     | Hafiz Ahmed Bajá (1564-1632) 1.ᵉʳ período                   | 8 de febrero de 1625     | 1 de diciembre de 1626     |                                      |
| (-) |                                                     | Damat Halil Pasha (f. 1629) 2.º período                     | 1 de diciembre de 1626   | 6 de abril de 1628         |                                      |
| 67  |                                                     | Gazi Hüsrev Bajá (f. 1632)                                  | 6 de abril de 1628       | 25 de octubre de 1631      |                                      |
| (-) |                                                     | Hafiz Ahmed Bajá (1564-1632) 2.º período                    | 25 de octubre de 1631    | 10 de febrero de 1632 †    |                                      |
| 68  |                                                     | Topal Recep Pasha (f. 1632)                                 | 10 de febrero de 1632    | 18 de mayo de 1632 †       |                                      |
| 69  |                                                     | Tabanıyassı Mehmed Pasha (f. 1639)                          | 18 de mayo de 1632       | 2 de febrero de 1637       |                                      |
| 70  |                                                     | Bayram Pasha (f. 1638)                                      | 2 de febrero de 1637     | 26 de agosto de 1638 †     |                                      |
| 71  |                                                     | Tayyar Mehmed Pasha (f. 1638)                               | 27 de agosto de 1638     | 24 de diciembre de 1638 †  |                                      |
| 72  |                                                     | Kemankeş Kara Mustafa Pasha (f. 1644)                       | 24 de diciembre de 1638  | 31 de enero de 1644 †      |                                      |
| 72  | Ibrahim I (1640-1648)                               | Kemankeş Kara Mustafa Pasha (f. 1644)                       | 24 de diciembre de 1638  | 31 de enero de 1644 †      |                                      |
| 73  |                                                     | Sultanzade Civankapıcıbaşı Mehmed Pasha (1603-1646)         | 31 de enero de 1644      | 17 de diciembre de 1645    |                                      |
| 74  |                                                     | Nevesinli Salih Pasha (1607-1647)                           | 17 de diciembre de 1645  | 16 de septiembre de 1647 † |                                      |
| 75  |                                                     | Kara Musa Pasha (f. 1649)                                   | 16 de septiembre de 1647 | 21 de septiembre de 1647   |                                      |
| 76  |                                                     | Hezarpare Ahmed Pasha (f. 1648)                             | 21 de septiembre de 1647 | 7 de agosto de 1648 †      |                                      |
| 77  |                                                     | Sofu Mehmed Pasha (f. 1655)                                 | 7 de agosto de 1648      | 21 de mayo de 1649         |                                      |
| 77  | Mehmed IV (1648-1687)                               | Sofu Mehmed Pasha (f. 1655)                                 | 7 de agosto de 1648      | 21 de mayo de 1649         |                                      |
| 78  |                                                     | Kara Murad Pasha (1610-1655) 1.ᵉʳ período                   | 21 de mayo de 1649       | 5 de agosto de 1651        |                                      |
| 79  |                                                     | Melek Ahmed Pasha (f. 1662)                                 | 5 de agosto de 1651      | 21 de agosto de 1651       |                                      |
| 80  |                                                     | Siyavuş Pasha (f. 1656) 1.ᵉʳ período                        | 21 de agosto de 1651     | 27 de septiembre de 1651   |                                      |
| 81  | Gürcü Mehmed Pasha                                  | Gürcü Mehmed Pasha (f. 1665)                                | 27 de septiembre de 1651 | 20 de junio de 1652        |                                      |
| 82  |                                                     | Tarhuncu Ahmed Pasha (f. 1653)                              | 20 de junio de 1652      | 21 de marzo de 1653 †      |                                      |
| 83  |                                                     | Bıyıklı Koca Derviş Mehmed Pasha (f. 1655)                  | 21 de marzo de 1653      | 28 de octubre de 1654      |                                      |
| 84  |                                                     | İbşir Mustafa Pasha (f. 1655)                               | 28 de octubre de 1654    | 11 de mayo de 1655 †       |                                      |
| (-) |                                                     | Kara Murad Pasha (1610-1655) 2.º período                    | 11 de mayo de 1655       | 19 de agosto de 1655 †     |                                      |
| 85  |                                                     | Ermeni Süleyman Pasha (1607-1656)                           | 19 de agosto de 1655     | 28 de febrero de 1656 †    |                                      |
| 86  |                                                     | Deli Hüseyin Pasha (f. 1659)                                | 28 de febrero de 1656    | 5 de marzo de 1656         |                                      |
| 87  |                                                     | Zurnazen Mustafa Pasha (f. 1666)                            | 5 de marzo de 1656       | 5 de marzo de 1656         |                                      |
| (-) |                                                     | Siyavuş Pasha (f. 1656) 2.º período                         | 5 de marzo de 1656       | 25 de abril de 1656        |                                      |
| 88  |                                                     | Boynuyaralı Mehmed Pasha (f. 1665)                          | 26 de abril de 1656      | 15 de septiembre de 1656   |                                      |
| 89  | Köprülü Mehmed Pasha                                | Köprülü Mehmed Pasha (1578-1661)                            | 15 de septiembre de 1656 | 31 de octubre de 1661 †    |                                      |
| 90  | Köprülü Fazıl Ahmed Pasha                           | Köprülü Fazıl Ahmed Pasha (1635-1676)                       | 31 de octubre de 1661    | 19 de octubre de 1676      |                                      |
| 91  | Merzifonlu Kara Mustafa Pasha                       | Merzifonlu Kara Mustafa Pasha (1634-1683)                   | 19 de octubre de 1676    | 14 de diciembre de 1683    |                                      |
| 92  |                                                     | Bayburtlu Kara İbrahim Pasha (1620-1687)                    | 15 de diciembre de 1683  | 18 de noviembre de 1685    |                                      |
| 93  |                                                     | Sarı Süleyman Pasha (f. 1687)                               | 18 de noviembre de 1685  | 18 de septiembre de 1687   |                                      |
| 94  |                                                     | Köprülü Damadı Abaza Siyavuş Pasha (f. 1688)                | 18 de septiembre de 1687 | 23 de febrero de 1688      |                                      |
| 94  | Süleyman II (1687-1691)                             | Köprülü Damadı Abaza Siyavuş Pasha (f. 1688)                | 18 de septiembre de 1687 | 23 de febrero de 1688      |                                      |
| 95  |                                                     | Nişancı İsmail Pasha (1619-1690)                            | 23 de febrero de 1688    | 2 de mayo de 1688          |                                      |
| 96  |                                                     | Tekirdağlı Bekri Mustafa Pasha (f. 1690)                    | 30 de mayo de 1688       | 7 de noviembre de 1689     |                                      |
| 97  |                                                     | Köprülü Fazıl Mustafa Pasha (1637-1691)                     | 10 de noviembre de 1689  | 19 de agosto de 1691 †     |                                      |
| 97  | Ahmed II (1691-1695)                                | Köprülü Fazıl Mustafa Pasha (1637-1691)                     | 10 de noviembre de 1689  | 19 de agosto de 1691 †     |                                      |
| 98  |                                                     | Bahadırzade Arabacı Ali Pasha (1620-1693)                   | 24 de agosto de 1691     | 21 de marzo de 1692        |                                      |
| 99  |                                                     | Merzifonlu Çalık Hacı Ali Pasha (1640-1698)                 | 23 de marzo de 1692      | 17 de marzo de 1693        |                                      |
| 100 |                                                     | Bozoklu (Bıyıklı) Mustafa Pasha (1638-1698)                 | 17 de marzo de 1693      | 13 de marzo de 1694        |                                      |
| 101 |                                                     | Sürmeli Ali Pasha (1645-1695)                               | 13 de marzo de 1694      | 22 de abril de 1695        |                                      |
| 101 | Mustafá II (1695-1703)                              | Sürmeli Ali Pasha (1645-1695)                               | 13 de marzo de 1694      | 22 de abril de 1695        |                                      |
| 102 |                                                     | Elmas Mehmed Pasha (f. 1697)                                | 3 de mayo de 1695        | 11 de septiembre de 1697 † |                                      |
| 103 | Köprülü Amcazade Hacı Hüseyin Pasha                 | Köprülü Amcazade Hacı Hüseyin Pasha (1644-1702)             | 11 de septiembre de 1697 | 4 de septiembre de 1702    |                                      |
| 104 |                                                     | Daltaban Mustafa Pasha (f. 1703)                            | 4 de septiembre de 1702  | 24 de enero de 1703        |                                      |
| 105 |                                                     | Rami Mehmed Pasha (1654-1704)                               | 25 de enero de 1703      | 22 de agosto de 1703       |                                      |
| 106 |                                                     | Kavanoz Ahmed Pasha (f. 1705)                               | 22 de agosto de 1703     | 16 de noviembre de 1703    | Ahmed III (1703-1730)                |
| 107 |                                                     | Damat Hasan Pasha (1655-1713)                               | 17 de noviembre de 1703  | 28 de septiembre de 1704   | Ahmed III (1703-1730)                |
| 108 |                                                     | Kalaylıkoz Hacı Ahmed Pasha (1645-1715)                     | 28 de septiembre de 1704 | 25 de diciembre de 1704    | Ahmed III (1703-1730)                |
| 109 |                                                     | Baltacı Mehmed Pasha (1662-1712) 1.ᵉʳ período               | 25 de diciembre de 1704  | 3 de mayo de 1706          | Ahmed III (1703-1730)                |
| 110 |                                                     | Damat Çorlulu Ali Pasha (1670-1711)                         | 3 de mayo de 1706        | 15 de junio de 1710        | Ahmed III (1703-1730)                |
| 111 |                                                     | Köprülüzade Damat Numan Pasha (1670-1719)                   | 16 de junio de 1710      | 17 de agosto de 1710       | Ahmed III (1703-1730)                |
| (-) |                                                     | Baltacı Mehmed Pasha (1660-1712) 2.º período                | 18 de agosto de 1710     | 20 de noviembre de 1711    | Ahmed III (1703-1730)                |
| 112 |                                                     | Gürcü Ağa Yusuf Pasha (f. 1713)                             | 20 de noviembre de 1711  | 11 de noviembre de 1712    | Ahmed III (1703-1730)                |
| 113 |                                                     | Silahdar Süleyman Pasha (f. 1715)                           | 12 de noviembre de 1712  | 6 de abril de 1713         | Ahmed III (1703-1730)                |
| 114 |                                                     | Hoca İbrahim Pasha (f. 1713)                                | 6 de abril de 1713       | 7 de abril de 1713         | Ahmed III (1703-1730)                |
| 115 |                                                     | Silahdar Damat Ali Pasha (1667-1716)                        | 27 de abril de 1713      | 5 de agosto de 1716 †      | Ahmed III (1703-1730)                |
| 116 |                                                     | Hacı Halil Pasha (1655-1733)                                | 5 de agosto de 1716      | 26 de agosto de 1717       | Ahmed III (1703-1730)                |
| 117 |                                                     | Nişancı Mehmed Pasha (1670-1728)                            | 26 de agosto de 1717     | 9 de mayo de 1718          | Ahmed III (1703-1730)                |
| 118 | Nevşehirli Damat İbrahim Pasha                      | Nevşehirli Damat İbrahim Pasha (1670-1730)                  | 9 de mayo de 1718        | 1 de octubre de 1730       | Ahmed III (1703-1730)                |
| 119 |                                                     | Silahdar Damat Mehmed Pasha (f. 1737)                       | 1 de octubre de 1730     | 23 de enero de 1731        | Mahmud I (1730-1754)                 |
| 120 |                                                     | Kabakulak İbrahim Pasha (f. 1743)                           | 23 de enero de 1731      | 11 de septiembre de 1731   | Mahmud I (1730-1754)                 |
| 121 |                                                     | Topal Osman Pasha (1663-1733)                               | 21 de septiembre de 1731 | 12 de marzo de 1732        | Mahmud I (1730-1754)                 |
| 122 |                                                     | Hekimoğlu Ali Pasha (1689-1758) 1.ᵉʳ período                | 12 de marzo de 1732      | 12 de julio de 1735        | Mahmud I (1730-1754)                 |
| 123 |                                                     | Gürcü İsmail Pasha (f. 1738)                                | 12 de julio de 1735      | 25 de diciembre de 1735    | Mahmud I (1730-1754)                 |
| 124 |                                                     | Silahdar Damat Dimetokalı Mehmed Pasha (f. 1757)            | 9 de enero de 1736       | 5 de agosto de 1737        | Mahmud I (1730-1754)                 |
| 125 |                                                     | Muhsinzade Abdullah Pasha (1660-1749)                       | 6 de agosto de 1737      | 19 de diciembre de 1737    | Mahmud I (1730-1754)                 |
| 126 |                                                     | Yeğen Mehmed Pasha (f. 1745)                                | 19 de diciembre de 1737  | 22 de marzo de 1739        | Mahmud I (1730-1754)                 |
| 127 |                                                     | Hacı İvazzade Mehmed Pasha (1675-1743)                      | 22 de marzo de 1739      | 23 de junio de 1740        | Mahmud I (1730-1754)                 |
| 128 |                                                     | Nişancı Şehla Hacı Ahmed Pasha (f. 1753)                    | 23 de junio de 1740      | 21 de abril de 1742        | Mahmud I (1730-1754)                 |
| (-) |                                                     | Hekimoğlu Ali Pasha (1689-1758) 2.º período                 | 21 de abril de 1742      | 23 de septiembre de 1742   | Mahmud I (1730-1754)                 |
| 129 |                                                     | Seyyid Hasan Pasha (1679-1748)                              | 23 de septiembre de 1742 | 9 de agosto de 1746        | Mahmud I (1730-1754)                 |
| 130 |                                                     | Tiryaki Hacı Mehmed Pasha (1680-1751)                       | 9 de agosto de 1746      | 24 de agosto de 1747       | Mahmud I (1730-1754)                 |
| 131 |                                                     | Seyyid Abdullah Pasha (f. 1761)                             | 24 de agosto de 1747     | 3 de enero de 1750         | Mahmud I (1730-1754)                 |
| 132 |                                                     | Divitdar Mehmed Emin Pasha (f. 1753)                        | 9 de enero de 1750       | 1 de julio de 1752         | Mahmud I (1730-1754)                 |
| 133 |                                                     | Çorlulu Köse Bahir Mustafa Pasha (f. 1765) 1.ᵉʳ período     | 1 de julio de 1752       | 16 de febrero de 1755      | Mahmud I (1730-1754)                 |
| 133 | Osmán III (1754-1757)                               | Çorlulu Köse Bahir Mustafa Pasha (f. 1765) 1.ᵉʳ período     | 1 de julio de 1752       | 16 de febrero de 1755      |                                      |
| (-) |                                                     | Hekimoğlu Ali Pasha (1689-1758) 3.ᵉʳ período                | 16 de febrero de 1755    | 18 de mayo de 1755         |                                      |
| 134 |                                                     | Naili Abdullah Pasha (1698-1758)                            | 18 de mayo de 1755       | 24 de agosto de 1755       |                                      |
| 135 |                                                     | Silahdar Bıyıklı Ali Pasha (f. 1755)                        | 24 de agosto de 1755     | 25 de octubre de 1755 †    |                                      |
| 136 | Yirmisekizzade Mehmed Said Pasha                    | Yirmisekizzade Mehmed Said Pasha (f. 1761)                  | 25 de octubre de 1755    | 1 de abril de 1756         |                                      |
| (-) |                                                     | Çorlulu Köse Bahir Mustafa Pasha (f. 1765) 2.º período      | 1 de abril de 1756       | 11 de enero de 1757        |                                      |
| 137 |                                                     | Koca Mehmed Ragıp Pasha (1698-1763)                         | 11 de enero de 1757      | 8 de abril de 1763 †       |                                      |
| 137 | Mustafá III (1757-1774)                             | Koca Mehmed Ragıp Pasha (1698-1763)                         | 11 de enero de 1757      | 8 de abril de 1763 †       |                                      |
| 138 |                                                     | Tevkii Hamza Hamit Pasha (1668-1770)                        | 8 de abril de 1763       | 29 de septiembre de 1763   |                                      |
| (-) |                                                     | Çorlulu Köse Bahir Mustafa Pasha (f. 1765) 3.ᵉʳ período     | 29 de septiembre de 1763 | 30 de marzo de 1765        |                                      |
| 139 |                                                     | Muhsinzade Mehmed Pasha (1706-1774) 1.ᵉʳ período            | 30 de marzo de 1765      | 7 de agosto de 1768        |                                      |
| 140 |                                                     | Silahdar Mahir Hamza Pasha (1727-1771)                      | 7 de agosto de 1768      | 20 de octubre de 1768      |                                      |
| 141 |                                                     | Yağlıkçızade Mehmed Emin Pasha (1724-1769)                  | 20 de octubre de 1768    | 12 de agosto de 1769       |                                      |
| 142 |                                                     | Moldovancı Ali Pasha (f. 1773)                              | 12 de agosto de 1769     | 12 de diciembre de 1769    |                                      |
| 143 |                                                     | İvazzade Halil Pasha (1723-1777)                            | 12 de diciembre de 1769  | 25 de diciembre de 1770    |                                      |
| 144 |                                                     | Silahdar Mehmed Pasha (1710-1788)                           | 25 de diciembre de 1770  | 11 de diciembre de 1771    |                                      |
| (-) |                                                     | Muhsinzade Mehmed Pasha (1706-1774) 2.º período             | 11 de diciembre de 1771  | 4 de agosto de 1774 †      |                                      |
| (-) | Abdülhamid I (1774-1789)                            | Muhsinzade Mehmed Pasha (1706-1774) 2.º período             | 11 de diciembre de 1771  | 4 de agosto de 1774 †      |                                      |
| 145 |                                                     | İzzet Mehmed Pasha (1723-1784) 1.ᵉʳ período                 | 4 de agosto de 1774      | 7 de julio de 1775         |                                      |
| 146 |                                                     | Yağlıkçızade Derviş Mehmed Pasha (1735-1777)                | 7 de julio de 1775       | 5 de enero de 1777         |                                      |
| 147 |                                                     | Darendeli Cebecizade Mehmed Pasha (1714-1784)               | 5 de enero de 1777       | 1 de septiembre de 1778    |                                      |
| 148 |                                                     | Kalafat Mehmed Pasha (f. 1792)                              | 1 de septiembre de 1778  | 22 de agosto de 1779       |                                      |
| 149 |                                                     | Silahdar Karavezir Seyyid Mehmed Pasha (1735-1781)          | 22 de agosto de 1779     | 20 de febrero de 1781 †    |                                      |
| (-) |                                                     | İzzet Mehmed Pasha (1723-1784) 2.º período                  | 20 de febrero de 1781    | 25 de agosto de 1782       |                                      |
| 150 |                                                     | Yeğen Seyyid Mehmed Pasha (1726-1786)                       | 25 de agosto de 1782     | 31 de diciembre de 1782    |                                      |
| 151 |                                                     | Halil Hamid Pasha (1736-1785)                               | 31 de diciembre de 1782  | 31 de marzo de 1785        |                                      |
| 152 |                                                     | Hazinedar Şahin Ali Pasha (f. 1789)                         | 31 de marzo de 1785      | 25 de enero de 1786        |                                      |
| 153 | Koca Yusuf Pasha                                    | Koca Yusuf Pasha (1730-1800) 1.ᵉʳ período                   | 25 de enero de 1786      | 28 de mayo de 1789         |                                      |
| 153 | Koca Yusuf Pasha                                    | Koca Yusuf Pasha (1730-1800) 1.ᵉʳ período                   | 25 de enero de 1786      | 28 de mayo de 1789         | Selim III (1789-1807)                |
| 154 |                                                     | Kethüda Hasan Pasha (f. 1810)                               | 7 de junio de 1789       | 3 de diciembre de 1789     |                                      |
| 155 | Cezayirli Gazi Hasan Pasha                          | Cezayirli Gazi Hasan Pasha (1713-1790)                      | 3 de diciembre de 1789   | 17 de marzo de 1790        |                                      |
| 156 |                                                     | Rusçuklu Çelebizade Şerif Hasan Pasha (f. 1791)             | 30 de marzo de 1790      | 15 de febrero de 1791      |                                      |
| (-) | Koca Yusuf Pasha                                    | Koca Yusuf Pasha (1730-1800) 2.º período                    | 15 de febrero de 1791    | 4 de mayo de 1792          |                                      |
| 157 |                                                     | Damat Melek Mehmed Pasha (1719-1802)                        | 4 de mayo de 1792        | 19 de octubre de 1794      |                                      |
| 158 |                                                     | Safranbolulu İzzet Mehmed Pasha (1743-1812)                 | 19 de octubre de 1794    | 30 de agosto de 1798       |                                      |
| 159 |                                                     | Kör Yusuf Ziyaüddin Pasha (f. 1819) 1.ᵉʳ período            | 30 de agosto de 1798     | 24 de abril de 1805        |                                      |
| 160 |                                                     | Bostancıbaşı Hafız İsmail Pasha (1758-1807)                 | 24 de abril de 1805      | 14 de noviembre de 1806    |                                      |
| 161 |                                                     | Keçiboynuzu İbrahim Hilmi Pasha (1747-1825)                 | 14 de noviembre de 1806  | 18 de junio de 1807        |                                      |
| 161 | Mustafá IV (1807-1808)                              | Keçiboynuzu İbrahim Hilmi Pasha (1747-1825)                 | 14 de noviembre de 1806  | 18 de junio de 1807        |                                      |
| 162 |                                                     | Çelebi Mustafa Pasha (f. 1811)                              | 18 de junio de 1807      | 28 de julio de 1808        |                                      |
| 163 | Alemdar Mustafa Pasha                               | Alemdar Mustafa Pasha (1755-1808)                           | 28 de julio de 1808      | 15 de noviembre de 1808 †  | Mahmud II (1808-1839)                |
| 164 |                                                     | Çavuşbaşı Memiş Pasha (f. 1809)                             | 19 de noviembre de 1808  | 1 de enero de 1809         | Mahmud II (1808-1839)                |
| 165 |                                                     | Çarhacı Ali Pasha (f. 1823)                                 | 1 de enero de 1809       | marzo de 1809              | Mahmud II (1808-1839)                |
| (-) |                                                     | Kör Yusuf Ziyaüddin Pasha (f. 1819) 2.º período             | marzo de 1809            | 10 de abril de 1811        | Mahmud II (1808-1839)                |
| 166 | Laz Aziz Ahmed Pasha                                | Laz Aziz Ahmed Pasha (f. 1819)                              | 10 de abril de 1811      | 5 de septiembre de 1812    | Mahmud II (1808-1839)                |
| 167 |                                                     | Hurşid Ahmed Pasha (f. 1822)                                | 5 de septiembre de 1812  | 30 de marzo de 1815        | Mahmud II (1808-1839)                |
| 168 |                                                     | Mehmed Emin Rauf Pasha (1780-1860) 1.ᵉʳ período             | 30 de marzo de 1815      | 6 de enero de 1818         | Mahmud II (1808-1839)                |
| 169 |                                                     | Burdurlu Derviş Mehmed Pasha (1765-1837)                    | 6 de enero de 1818       | 5 de enero de 1820         | Mahmud II (1808-1839)                |
| 170 |                                                     | Ispartalı Seyyid Ali Pasha (1756-1826)                      | 5 de enero de 1820       | 26 de marzo de 1821        | Mahmud II (1808-1839)                |
| 171 |                                                     | Benderli Ali Pasha (f. 1821)                                | 26 de marzo de 1821      | 30 de abril de 1821        | Mahmud II (1808-1839)                |
| 172 |                                                     | Hacı Salih Pasha (f. 1823)                                  | 30 de abril de 1821      | 22 de octubre de 1822      | Mahmud II (1808-1839)                |
| 173 |                                                     | Bostancıbaşı Deli Abdullah Pasha (f. 1823)                  | 11 de noviembre de 1822  | 4 de marzo de 1823         | Mahmud II (1808-1839)                |
| 174 |                                                     | Turnacızade Silahdar Ali Pasha (f. 1829)                    | 30 de marzo de 1823      | 13 de diciembre de 1823    | Mahmud II (1808-1839)                |
| 175 |                                                     | Mehmed Said Galip Pasha (1763-1829)                         | 13 de diciembre de 1823  | 14 de septiembre de 1824   | Mahmud II (1808-1839)                |
| 176 |                                                     | Benderli Mehmed Selim Sırrı Pasha (1771-1831)               | 14 de septiembre de 1824 | 24 de octubre de 1828      | Mahmud II (1808-1839)                |
| 177 |                                                     | Darendeli Topal İzzet Mehmet Pasha (1792-1855) 1.ᵉʳ período | 24 de octubre de 1828    | 28 de enero de 1829        | Mahmud II (1808-1839)                |
| 178 |                                                     | Reşid Mehmed Pasha (1780-1836)                              | 28 de enero de 1829      | 17 de febrero de 1833      | Mahmud II (1808-1839)                |
| (-) |                                                     | Mehmed Emin Rauf Pasha (1780-1860) 2.º período              | 17 de febrero de 1833    | 1 de julio de 1839         | Mahmud II (1808-1839)                |
| 179 | Koca Hüsrev                                         | Koca Hüsrev Mehmed Pasha (1769-1855)                        | 2 de julio de 1839       | 29 de mayo de 1840         | Abdülmecid I (1839-1861)             |
| (-) |                                                     | Mehmed Emin Rauf Pasha (1780-1860) 3.ᵉʳ período             | 29 de mayo de 1840       | 7 de octubre de 1841       | Abdülmecid I (1839-1861)             |
| (-) |                                                     | Topal İzzet Mehmed Pasha (f. 1855) 2.º período              | 14 de diciembre de 1841  | 30 de agosto de 1842       | Abdülmecid I (1839-1861)             |
| (-) |                                                     | Mehmed Emin Rauf Pasha (1780-1860) 4.º período              | 3 de septiembre de 1842  | 31 de julio de 1846        | Abdülmecid I (1839-1861)             |
| 180 | Koca Mustafa Reşid Pasha                            | Koca Mustafa Reşid Pasha (1800-1858) 1.ᵉʳ período           | 31 de julio de 1846      | 28 de abril de 1848        | Abdülmecid I (1839-1861)             |
| 181 |                                                     | İbrahim Sarim Pasha (1801-1854)                             | 29 de abril de 1848      | 13 de agosto de 1848       | Abdülmecid I (1839-1861)             |
| (-) | Koca Mustafa Reşid Pasha                            | Koca Mustafa Reşid Pasha (1800-1858) 2.º período            | 13 de agosto de 1848     | 27 de enero de 1852        | Abdülmecid I (1839-1861)             |
| (-) |                                                     | Mehmed Emin Rauf Pasha (1780-1860) 5.º período              | 27 de enero de 1852      | 7 de marzo de 1852         | Abdülmecid I (1839-1861)             |
| (-) | Koca Mustafa Reşid Pasha                            | Koca Mustafa Reşid Pasha (1800-1858) 3.ᵉʳ período           | 7 de marzo de 1852       | 7 de agosto de 1852        | Abdülmecid I (1839-1861)             |
| 182 | Mehmed Emin Ali Pasha                               | Mehmed Emin Ali Pasha (1815-1871) 1.ᵉʳ período              | 7 de agosto de 1852      | 3 de octubre de 1852       | Abdülmecid I (1839-1861)             |
| 183 |                                                     | Damat Mehmed Ali Pasha (1813-1868)                          | 3 de octubre de 1852     | 14 de mayo de 1853         | Abdülmecid I (1839-1861)             |
| 184 | Mustafa Naili Pasha                                 | Mustafa Naili Pasha (1798-1871) 1.ᵉʳ período                | 14 de mayo de 1853       | 29 de mayo de 1854         | Abdülmecid I (1839-1861)             |
| 185 |                                                     | Kıbrıslı Mehmed Emin Pasha (1813-1871) 1.ᵉʳ período         | 29 de mayo de 1854       | 23 de noviembre de 1854    | Abdülmecid I (1839-1861)             |
| (-) | Koca Mustafa Reşid Pasha                            | Koca Mustafa Reşid Pasha (1800-1858) 4.º período            | 23 de noviembre de 1854  | 2 de mayo de 1855          | Abdülmecid I (1839-1861)             |
| (-) | Mehmed Emin Ali Pasha                               | Mehmed Emin Ali Pasha (1815-1871) 2.º período               | 2 de mayo de 1855        | 1 de noviembre de 1856     | Abdülmecid I (1839-1861)             |
| (-) | Koca Mustafa Reşid Pasha                            | Koca Mustafa Reşid Pasha (1800-1858) 5.º período            | 1 de noviembre de 1856   | 6 de agosto de 1857        | Abdülmecid I (1839-1861)             |
| (-) | Mustafa Naili Pasha                                 | Mustafa Naili Pasha (1798-1871) 2.º período                 | 6 de agosto de 1857      | 22 de octubre de 1857      | Abdülmecid I (1839-1861)             |
| (-) | Koca Mustafa Reşid Pasha                            | Koca Mustafa Reşid Pasha (1800-1858) 6.º período            | 22 de octubre de 1857    | 7 de enero de 1858 †       | Abdülmecid I (1839-1861)             |
| (-) | Mehmed Emin Ali Pasha                               | Mehmed Emin Ali Pasha (1815-1871) 3.ᵉʳ período              | 7 de enero de 1858       | 18 de octubre de 1859      | Abdülmecid I (1839-1861)             |
| (-) |                                                     | Kıbrıslı Mehmed Emin Pasha (1813-1871) 2.º período          | 18 de octubre de 1859    | 24 de diciembre de 1859    | Abdülmecid I (1839-1861)             |
| 186 | Mütercim Mehmed Rüşdi Pasha                         | Mütercim Mehmed Rüşdi Pasha (1811-1882) 1.ᵉʳ período        | 24 de diciembre de 1859  | 27 de mayo de 1860         | Abdülmecid I (1839-1861)             |
| (-) |                                                     | Kıbrıslı Mehmed Emin Pasha (1813-1871) 3.ᵉʳ período         | 27 de mayo de 1860       | 6 de agosto de 1861        | Abdülmecid I (1839-1861)             |
| (-) | Abdülaziz I (1861-1876)                             | Kıbrıslı Mehmed Emin Pasha (1813-1871) 3.ᵉʳ período         | 27 de mayo de 1860       | 6 de agosto de 1861        |                                      |
| (-) | Mehmed Emin Ali Pasha                               | Mehmed Emin Ali Pasha (1815-1871) 4.º período               | 6 de agosto de 1861      | 22 de noviembre de 1861    |                                      |
| 187 | Keçecizade Fuat Pasha                               | Keçecizade Fuat Pasha (1814-1868) 1.ᵉʳ período              | 22 de noviembre de 1861  | 6 de enero de 1863         |                                      |
| 188 | Yusuf Kâmil Pasha                                   | Yusuf Kâmil Pasha (1808-1876)                               | 6 de enero de 1863       | 3 de junio de 1863         |                                      |
| (-) | Keçecizade Fuat Pasha                               | Keçecizade Fuat Pasha (1814-1868) 2.º período               | 3 de junio de 1863       | 5 de junio de 1866         |                                      |
| (-) | Mütercim Mehmed Rüşdi Pasha                         | Mütercim Mehmed Rüşdi Pasha (1811-1882) 2.º período         | 5 de junio de 1866       | 11 de febrero de 1867      |                                      |
| (-) | Mehmed Emin Ali Pasha                               | Mehmed Emin Ali Pasha (1815-1871) 5.º período               | 11 de febrero de 1867    | 7 de septiembre de 1871 †  |                                      |
| 189 | Mahmud Nedim Pasha                                  | Mahmud Nedim Pasha (1818-1883) 1.ᵉʳ período                 | 7 de septiembre de 1871  | 31 de julio de 1872        |                                      |
| 190 | Mithat Pasha                                        | Mithat Pasha (1822-1884) 1.ᵉʳ período                       | 31 de julio de 1872      | 19 de octubre de 1872      |                                      |
| (-) | Mütercim Mehmed Rüşdi Pasha                         | Mütercim Mehmed Rüşdi Pasha (1811-1882) 3.ᵉʳ período        | 19 de octubre de 1872    | 15 de marzo de 1873        |                                      |
| 191 | Ahmed Esad Pasha                                    | Ahmed Esad Pasha (1828-1875) 1.ᵉʳ período                   | 15 de marzo de 1873      | 15 de abril de 1873        |                                      |
| 192 | Şirvanizade Mehmed Rüşdi Pasha                      | Şirvanizade Mehmed Rüşdi Pasha (1828-1874)                  | 15 de abril de 1873      | 15 de febrero de 1874      |                                      |
| 193 | Hüseyin Avni Pasha                                  | Hüseyin Avni Pasha (1819-1876)                              | 15 de febrero de 1874    | 26 de abril de 1875        |                                      |
| (-) | Ahmed Esad Pasha                                    | Ahmed Esad Pasha (1828-1875) 2.º período                    | 26 de abril de 1875      | 26 de agosto de 1875       |                                      |
| (-) | Mahmud Nedim Pasha                                  | Mahmud Nedim Pasha (1818-1883) 2.º período                  | 26 de agosto de 1875     | 12 de mayo de 1876         |                                      |
| (-) | Mütercim Mehmed Rüşdi Pasha                         | Mütercim Mehmed Rüşdi Pasha (1811-1882) 4.º período         | 12 de mayo de 1876       | 19 de diciembre de 1876    |                                      |
| (-) | Mütercim Mehmed Rüşdi Pasha                         | Mütercim Mehmed Rüşdi Pasha (1811-1882) 4.º período         | 12 de mayo de 1876       | 19 de diciembre de 1876    | Murad V (mayo-agosto 1876)           |
| (-) | Mütercim Mehmed Rüşdi Pasha                         | Mütercim Mehmed Rüşdi Pasha (1811-1882) 4.º período         | 12 de mayo de 1876       | 19 de diciembre de 1876    | Abdülhamid II (1876-1909)            |
| (-) | Mithat Pasha                                        | Mithat Pasha (1822-1884) 2.º período                        | 19 de diciembre de 1876  | 5 de febrero de 1877       |                                      |
| 194 | İbrahim Edhem Pasha                                 | İbrahim Edhem Pasha (1818-1893)                             | 5 de febrero de 1877     | 11 de enero de 1878        |                                      |
| 195 | Ahmed Hamdi Pasha                                   | Ahmed Hamdi Pasha (1826-1885)                               | 11 de enero de 1878      | 4 de febrero de 1878       |                                      |
| 196 | Ahmed Vefik Pasha                                   | Ahmed Vefik Pasha (1823-1891) 1.ᵉʳ período                  | 4 de febrero de 1878     | 18 de abril de 1878        |                                      |
| 197 | Mehmed Sadık Pasha                                  | Mehmed Sadık Pasha (1825-1901)                              | 18 de abril de 1878      | 28 de mayo de 1878         |                                      |
| (-) | Mütercim Mehmed Rüşdi Pasha                         | Mütercim Mehmed Rüşdi Pasha (1811-1882) 5.º período         | 28 de mayo de 1878       | 4 de junio de 1878         |                                      |
| 198 | Mehmed Esad Safvet Pasha                            | Mehmed Esad Safvet Pasha (1814-1883)                        | 4 de junio de 1878       | 4 de diciembre de 1878     |                                      |
| 199 | Tunuslu Hayreddin Pasha                             | Tunuslu Hayreddin Pasha (1823-1890)                         | 4 de diciembre de 1878   | 29 de julio de 1879        |                                      |
| 200 | Ahmed Arifi Pasha                                   | Ahmed Arifi Pasha (1819-1895)                               | 29 de julio de 1879      | 18 de octubre de 1879      |                                      |
| 201 | Küçük Mehmed Saíd Bajá                              | Küçük Mehmed Saíd Bajá (1838-1914) 1.ᵉʳ período             | 18 de octubre de 1879    | 9 de junio de 1880         |                                      |
| 202 | Cenanizade Mehmed Kadri Pasha                       | Cenanizade Mehmed Kadri Pasha (1832-1884)                   | 9 de junio de 1880       | 12 de septiembre de 1880   |                                      |
| (-) | Küçük Mehmed Saíd Bajá                              | Küçük Mehmed Saíd Bajá (1838-1914) 2.º período              | 12 de septiembre de 1880 | 2 de mayo de 1882          |                                      |
| 203 | Abdurrahman Nureddin Pasha                          | Abdurrahman Nureddin Pasha (1836-1912)                      | 2 de mayo de 1882        | 12 de julio de 1882        |                                      |
| (-) | Küçük Mehmed Saíd Bajá                              | Küçük Mehmed Saíd Bajá (1838-1914) 3.ᵉʳ período             | 12 de julio de 1882      | 30 de noviembre de 1882    |                                      |
| (-) | Ahmed Vefik Pasha                                   | Ahmed Vefik Pasha (1823-1891) 2.º período                   | 1 de diciembre de 1882   | 3 de diciembre de 1882     |                                      |
| (-) | Küçük Mehmed Saíd Bajá                              | Küçük Mehmed Saíd Bajá (1838-1914) 4.º período              | 3 de diciembre de 1882   | 24 de septiembre de 1885   |                                      |
| 204 | Kıbrıslı Mehmet Kamil Bajá                          | Kâmil Bayur (1833-1913) 1.ᵉʳ período                        | 25 de septiembre de 1885 | 4 de septiembre de 1891    |                                      |
| 205 | Ahmed Cevad Pasha                                   | Ahmed Cevad Pasha (1851-1900)                               | 4 de septiembre de 1891  | 9 de junio de 1895         |                                      |
| (-) | Küçük Mehmed Saíd Bajá                              | Küçük Mehmed Saíd Bajá (1838-1914) 5.º período              | 9 de junio de 1895       | 30 de septiembre de 1895   |                                      |
| (-) | Kıbrıslı Mehmet Kamil Bajá                          | Kâmil Bayur (1833-1913) 2.º período                         | 2 de octubre de 1895     | 7 de noviembre de 1895     |                                      |
| 206 | Halil Rifat Pasha                                   | Halil Rifat Pasha (1827-1901)                               | 7 de noviembre de 1895   | 9 de noviembre de 1901     |                                      |
| (-) | Küçük Mehmed Saíd Bajá                              | Küçük Mehmed Saíd Bajá (1838-1914) 6.º período              | 9 de noviembre de 1901   | 14 de enero de 1903        |                                      |
| 207 | Avlonyalı Mehmed Ferid Bajá                         | Avlonyalı Mehmed Ferid Bajá (1851-1914)                     | 15 de enero de 1903      | 22 de julio de 1908        |                                      |
| (-) | Küçük Mehmed Saíd Bajá                              | Küçük Mehmed Saíd Bajá (1838-1914) 7.º período              | 22 de julio de 1908      | 6 de agosto de 1908        |                                      |
| (-) | Kıbrıslı Mehmet Kamil Bajá                          | Kâmil Bayur (1833-1913) 3.ᵉʳ período                        | 6 de agosto de 1908      | 14 de febrero de 1909      |                                      |
| 208 | Hüseyin Hilmi Bajá                                  | Hüseyin Hilmi Sarlıca (1855-1922) 1.ᵉʳ período              | 14 de febrero de 1909    | 13 de abril de 1909        |                                      |
| 209 | Ahmet Tevfik Bajá                                   | Ahmet Tevfik Okday (1845-1936) 1.ᵉʳ período                 | 13 de abril de 1909      | 5 de mayo de 1909          |                                      |
| 209 | Ahmet Tevfik Bajá                                   | Ahmet Tevfik Okday (1845-1936) 1.ᵉʳ período                 | 13 de abril de 1909      | 5 de mayo de 1909          | Mehmed V (1909-1918)                 |
| (-) | Hüseyin Hilmi Bajá                                  | Hüseyin Hilmi Sarlıca (1855-1922) 2.º período               | 5 de mayo de 1909        | 28 de diciembre de 1909    |                                      |
| 210 | İbrahim Hakkı Pasha                                 | İbrahim Hakkı Pasha (1863-1918)                             | 12 de enero de 1910      | 30 de septiembre de 1911   |                                      |
| (-) | Küçük Mehmed Saíd Bajá                              | Küçük Mehmed Saíd Bajá (1838-1914) 8.º período              | 30 de septiembre de 1911 | 22 de julio de 1912        |                                      |
| 211 | Ahmed Muhtar Pasha                                  | Ahmed Muhtar Pasha (1839-1919)                              | 22 de julio de 1912      | 29 de octubre de 1912      |                                      |
| (-) | Kıbrıslı Mehmet Kamil Bajá                          | Kâmil Bayur (1833-1913) 4.º período                         | 29 de octubre de 1912    | 23 de enero de 1913        |                                      |
| 212 | Mahmud Şevket Pasha                                 | Mahmud Shevket Pachá (1856-1913)                            | 23 de enero de 1913      | 11 de junio de 1913 †      |                                      |
| 213 | Said Halim Pasha                                    | Said Halim Pasha (1863-1921)                                | 12 de junio de 1913      | 3 de febrero de 1917       |                                      |
| 214 | Mehmed Talat Pasha                                  | Mehmed Talat Pasha (1874-1921)                              | 4 de febrero de 1917     | 8 de octubre de 1918       |                                      |
| 214 | Mehmed Talat Pasha                                  | Mehmed Talat Pasha (1874-1921)                              | 4 de febrero de 1917     | 8 de octubre de 1918       | Mehmed VI (1918-1922)                |
| 215 | Ahmed İzzet Bajá                                    | Ahmet İzzet Furgaç (1864-1937)                              | 14 de octubre de 1918    | 8 de noviembre de 1918     |                                      |
| (-) | Ahmet Tevfik Bajá                                   | Ahmet Tevfik Okday (1845-1936) 2.º período                  | 11 de noviembre de 1918  | 3 de marzo de 1919         |                                      |
| 216 | Damad Mehmed Ferid Bajá                             | Damad Mehmed Ferid Bajá (1853-1923) 1.ᵉʳ período            | 10 de marzo de 1919      | 4 de octubre de 1919       |                                      |
| 217 | Ali Rıza Pasha                                      | Ali Rıza Pasha (1860-1923)                                  | 4 de octubre de 1919     | 2 de marzo de 1920         |                                      |
| 218 | Salih Hulusi Pasha                                  | Salih Hulusi Kezrak (1864-1939)                             | 2 de marzo de 1920       | 5 de abril de 1920         |                                      |
| (-) | Damad Mehmed Ferid Bajá                             | Damad Mehmed Ferid Bajá (1853-1923) 2.º período             | 5 de abril de 1920       | 18 de octubre de 1920      |                                      |
| (-) | Ahmet Tevfik Bajá                                   | Ahmet Tevfik Okday (1845-1936) 3.ᵉʳ período                 | 21 de octubre de 1920    | 4 de noviembre de 1922     |                                      |
| (-) | Ahmet Tevfik Bajá                                   | Ahmet Tevfik Okday (1845-1936) 3.ᵉʳ período                 | 21 de octubre de 1920    | 4 de noviembre de 1922     | Sultanato abolido (1 al 4 nov. 1922) |